# میازینو
میازینو (به ایتالیایی: Miasino) یک کومونه در ایتالیا است که در استان نووارا واقع شده‌است.

## خصوصیات
میازینو ۵٫۳ کیلومترمربع مساحت و ۹۵۰ نفر جمعیت دارد.